# Thea Krokan Murud
Thea Krokan Murud est une fondeuse et athlète norvégienne, née le 6 juin 1994.

## Biographie
En 2011, pour la première saison de sa carrière internationale, elle obtient une médaille d'argent au Festival olympique de la jeunesse européenne au 7,5 km.
En 2017, elle est vice-championne du monde des moins de 23 ans du sprint classique.
Elle participe à sa première épreuve de Coupe du monde en mars 2015 à Drammen. C'est au même lieu qu'elle marque ses premiers points avec une 25e place deux ans plus tard.
Lors de l'hiver 2017-2018, elle atteint les demi-finales des sprints en Coupe du monde de Lillehammer (10e), Davos (11e) et Drammen (10e). Elle y gagne aussi sa première course dans la Coupe de Scandinavie, un cinq kilomètres classique à Trondheim.

### Coupe du monde
- Meilleur classement général : 51e en 2018.
- Meilleur résultat individuel : 10e.

#### Classements détaillés
| Saison / Épreuve | Saison / Épreuve | Général | Général | Distance | Distance | Sprint | Sprint |
| ---------------- | ---------------- | ------- | ------- | -------- | -------- | ------ | ------ |
| Saison / Épreuve | Saison / Épreuve | Class.  | Points  | Class.   | Points   | Class. | Points |
| 2017             | 2017             | 103e    | 6       |          |          | 76e    | 6      |
| 2018             | 2018             | 51e     | 119     | 52e      | 40       | 27e    | 79     |

### Championnats du monde des moins de 23 ans
- Soldier Hollow 2017 : 
  -  Médaille d'argent au sprint.

### Festival olympique de la jeunesse européenne
- Médaille d'argent du 7,5 kilomètres classique en 2011.

### Coupe de Scandinavie
- 1 victoire.